# Euthalia pacifica
Euthalia pacifica är en art av fjäril som beskrevs 1935 av den tyske entomologen Rudolf Emil Mell (1878–1970). Arten ingår i släktet Euthalia och familjen praktfjärilar (Nymphalidae). Inga underarter finns listade i Catalogue of Life.